# Gabriela Gomes
Gabriela Gomes (Rio de Janeiro, 2 de dezembro de 1996) é uma cantora gospel, compositora e produtora brasileira. 

## Carreira
Nascida no Rio de Janeiro, Gabriela começou a cantar aos sete anos, tendo descoberto sua vocação para cantar em um festival da escola, tendo sua mãe escutado-a cantar e contado para seu meu pai, o cantor e compositor Marquinhos Gomes, que passou a incentivá-la para seguir a carreira na música. Sua primeira participação em um cd foi um ano antes de iniciar sua carreira, na canção Jesus Muda Tudo do cd Revela a Tua Face antes de 2007, e a outra foi no cd Ele Não Desiste de Você de 2010, fazendo dueto com seu pai na música Todo Poderoso Deus. Dois acontecimentos foram cruciais para lhe aproximar mais da música cristã: um batismo nas águas aos nove anos e a cura de uma síndrome do pânico, tendo a cantora visto na música uma oportunidade de se reerguer dos problemas.
Em 2015, Gabriela Gomes lançou seu primeiro disco em parceria com seu pai e o produtor Tadeu Chuff, intitulado Não Vou Perder a Fé, tendo composto nove das 13 faixas desse disco. Em agosto de 2017, Gabriela foi contratada pela Universal Music Christian Group e em 2018, alcançou um destaque nacional com o single Deus Proverá, tendo a música ficado mais de 80 semanas entre as mais tocadas em rádios cristãs do Brasil, com aproximadamente 40 milhões de reproduções no Spotify.
Em 9 de junho de 2021, durante gravação do programa É de Casa, da Globo, que foi exibido no dia 26 do mesmo mês, Gabriela recebeu um certificado de Diamante Duplo pela venda de mais de 600 mil discos do single Deus Proverá. No dia seguinte, ganhou outras três certificações: um Disco de Platina pela venda de mais de 80 mil unidades do single Eu Sei e mais dois Discos de Ouro pelas vendas superiores a 40 mil cópias dos singles O Nome e O meu pai é bom. Em dezembro de 2021, tornou-se a primeira cantora gospel a entrar na campanha Equal do Spotify.

## Discografia

### Singles e EP's
- O Bom Pastor (2021)
- Esperança (2021)
- Vinde A Mim (2022)
- Deus De Perto (2022)

### Álbuns
- Não Vou Perder A Fé (2017)

## Certificações
| Ano  | Certificado | Trabalho        | Cópias    | Ref.  |
| ---- | ----------- | --------------- | --------- | ----- |
| 2021 | 2× Diamante | Deus Proverá    | + 600 mil | [ 3 ] |
| 2021 | Platina     | Eu sei          | + 80 mil  | [ 3 ] |
| 2021 | Ouro        | O Nome          | + 40 mil  | [ 3 ] |
| 2021 | Ouro        | O meu pai é bom | + 40 mil  | [ 3 ] |